# Gascueña
Gascueña est une municipalité espagnole de la province de Cuenca, dans la région autonome de Castille-La Manche.